# Донатас Каткус
Донатас Каткус (лит. Donatas Katkus; нар. 21 вересня 1942, Вільнюс, Литовська РСР, нині Литва) — литовський альтист, диригент, музикознавець, актор і педагог.

## Біографія
У 1965 році закінчив Литовську консерваторію (клас альта), нині Литовська академія музики та театру, а в 1971 році — аспірантуру Московської державної консерваторії імені П. І. Чайковського. У 1965 році заснував Вільнюський струнний квартет, яким керував до 1994 року. Гастролював за кордоном, брав участь у міжнародних музичних фестивалях. Починаючи з 1969 року, викладає в Литовської консерваторії, де в 1995 році отримав звання професора. У тому ж 1995 році заснував та очолив камерний оркестр Святого Кристофора при костелі святої Катерини. У 1995—1999 роках викладав річний майстер-клас в Німеччині, Іспанії та Фінляндії.
Автор книги «Литовські квартети» (лит. Lietuvos kvartetas, Vilnius, 1971). Член Спілки композиторів Литви. Знімався в кіно, переважно в характерних ролях.

## Нагороди
- 1972 — 1-й приз конкурсу струнних квартетів у Льєжі (Бельгія)
- 1977 — Заслужений артист Литовської РСР
- 1980 — Державна премія Литовської РСР
- 2001 — Національна премія Литви
- 2003 — премія Всесвітньої організації інтелектуальної власності